# Club Atlético Germinal
El Club Atlético Germinal, también conocido como Germinal de Rawson o simplemente Germinal, es un club deportivo argentino ubicado en Rawson, fundado el 3 de septiembre de 1922. Su principal actividad es el fútbol donde actualmente milita en el Torneo Federal A, tercera división del fútbol argentino para los clubes indirectamente afiliados a la AFA.
En el fútbol, Germinal es el club que más veces salió campeón de la Liga del Valle, un total de 28 —junto a Racing de Trelew—. A nivel Nacional logró un título, en la Cuarta categoría del fútbol argentino (Torneo Regional Federal Amateur 2022-23). El equipo juega de local en el Estadio El Fortín, inaugurado en 1975 y con capacidad para 10 000 espectadores.
Además del fútbol masculino, el club cuenta con fútbol femenino, rama que participa en los torneos regionales de la Liga del Valle, equipo masculino de básquet, donde disputa los torneos organizados por la Asociación de Básquet del Este del Chubut y utilizando el estadio Don Luis González y en hockey también disputa los campeonatos regionales, estos organizados por la Asociación de Hockey del Valle de Chubut, con equipos en la rama masculina y femenina.

## Historia
El Club Germinal surgió el 3 de septiembre de 1922, cuando algunos miembros de la Asociación Sportiva Rawson  se separaron del resto. Los fundadores del club fueron:
Ángel Etcheverry; Petronilo Álvarez; Duilio Germán Colángelo; Amadeo Coradini; Antonio Cornachioni; Ramón Dómenech; Juan Labruntes; Tomas Recobiche; Gregorio Rodríguez; Raúl Romero; José Santoro; José Señoriño; Carlos Smith; Gerardo Smith; Ítalo Piccardini y Manúel Gabarruz.
No se conoce el origen exacto del nombre, aunque son dos las hipótesis:
- Fue extraído del libro de Émile Zola, Germinal, el cual habla sobre una huelga de mineros en el norte de Francia.
- Una de las personas que se encontraban allí había visto a Carlos Gardel tocar en un bar de Buenos Aires llamado Germinal.

### Comienzos en la Liga del Valle
Para comienzos de la década del '20, se creó La Asociación de Football del Chubut (antecesor de la Liga del Valle) entidad que organizó el primer campeonato (1926), en el cual, Germinal finalizó segundo. Un año más tarde, durante el campeonato de 1927 (organizado por el mismo Germinal), "el verde" se consagró por primera vez.
Dicha asociación no perduró en el tiempo, y fue así como no se disputaron los campeonatos de 1928 y 1929. Pero en 1930 volvieron los campeonatos, y Germinal continuó consolidándose como uno de los equipos más fuertes del Valle.
En 1937, estuvo a punto de renunciar a la Liga, tras el problema arbitral que la misma poseía,  sin embargo, tras solucionarse el inconveniente, continuó participando y logró consagrarse en 1938.
En 1944 comienza una nueva etapa de la Liga del Valle, y en 1945, Germinal obtiene su primer título en la Liga de Fútbol Valle del Chubut, lauro que repite en 1964 y 1966.

### Participaciones en el fútbol nacional
El título de la liga en 1966 le aseguró un pasaje al Torneo Regional de 1967, un nuevo campeonato que clasificaba equipos para el Campeonato Nacional, máximo nivel del país. Debutó como local ante Villa Congreso de Viedma en un partido donde "el verde" cayó 2 a 1. En la vuelta empató en 2 y con ello concluyó su participación.
El club siguió participando en torneos zonales y en la década de 1970 comenzó a jugar torneos de la AFA más regularmente. Con la obtención del Torneo Oficial de 1972, Germinal clasifica a su segundo Torneo Regional, donde no logró una buena campaña, y perdió los cuatro partidos en los que participó.
Años más tarde, obtendría el Oficial 1983, con lo cual, en 1984 jugó nuevamente un Torneo Regional. Realizó una gran campaña, llegando a la final frente a Ferro de General Pico. Finalmente, el equipo pampeano terminó disputando el Campeonato Nacional.

### Décadas de 1990-2000
En la década de 1990 volvió a planos nacionales, al disputar en la temporada 1992/93 el torneo del interior, que clasificaba equipos a la segunda división del fútbol grande de la Argentina. En este torneo, "el verde" quedó eliminado en semifinales. Sin participaciones en las temporadas 93/94 y 94/95, Germinal volvió en la 1995/96 a disputar un torneo, esta vez el nuevo Torneo Argentino A en el que jugó las temporadas de 1995/96 y 1996/97, siendo esta la última del Argentino A que disputó.
Paralelamente, en la Liga del Valle, se consagraba en los torneos Apertura y Clausura de 1991, 1993 y 1995, y en el Clausura 1996. En el nuevo milenio, "el verde" obtuvo el Clausura 2001, Apertura 2002, Apertura 2004, Apertura 2008 y Apertura 2011.
En torneos nacionales, "el verde" jugó la temporada 2002/03 del Torneo Argentino B, repitió en  2004/05, ambas, sin lograr el tan ansiado ascenso al Argentino A, y así pasar de 4.ª división a 3.ª. En 2006 disputó el Torneo del Interior (quinta división), el cual volvió a disputar en 2009, 2011 y 2012.
En el 2011, tras una primera fase donde compartió grupo con Independiente y Racing de Trelew y con Petroquímica de Comodoro Rivadavia, y tras lograr 2 victorias, 3 empates y tan solo una derrota, el equipo se enfrentó con Estudiantes Unidos de Bariloche, elenco al que venció 1 a 0 como local, y contra el cual, una semana más tarde, y antes de finalizado el partido, empataba 1 a 1. Sin embargo, durante el transcurso de este partido, varios simpatizantes del elenco rawsense realizaron disturbios de distintas características y gravedad, los cuales le valieron días más tarde la descalificación del torneo.

### Vuelta a torneos oficiales
En julio de  2012 se envió desde la liga del valle un pedido para que se invite al club al Torneo Argentino B. La invitación se formalizó en agosto, luego que el consejo federal aprobara las instalaciones del club.
Copa Argentina
El 24 de octubre del mismo año, Germinal hace su primera participación en la Copa Argentina; disputando la primera ronda de clasificación, frente a la CAI en el Estadio Municipal de Comodoro Rivadavia. El partido finalizó 1 a 0 a favor de los de Comodoro, y con esto concluyó la primera participación del verde en dicha competencia.
| Alineación: - Matías López - Nahuel Martins - Cristian Barcelona - Adolfo Otero - Nelson Ibarlucea - Hugo Osorio - Matías Arrative - Jhonatan Santibáñez - Bruno Neculhueque - Rodrigo Béliz - Mario Bellido - DT:Jaime Giordanella |  | Copa Argentina 2013 López Martins Barcelona Otero Ibarlucea Osorio Arrative Neculhueque Santibáñez Beliz Bellido |
| Copa Argentina 2013 López Martins Barcelona Otero Ibarlucea Osorio Arrative Neculhueque Santibáñez Beliz Bellido |  | |

Suplentes: Walter Oros, Alan Rubio, Néstor Antipán, Hernán Evans, Héctor Galán, Juan Manuel Cugura, Alejandro Jensen.
| 24 de octubre del 2012 - 16:00 | C.A.I.                   | 1:0 (1:0) | Germinal | Estadio Municipal de Comodoro Rivadavia, Comodoro Rivadavia |                           |
|                                | Jesús Molina Navarro 36' | Reporte   |          | Árbitro(s): Héctor Nievas                                   | Árbitro(s): Héctor Nievas |

Torneo Argentino B
En el Torneo Argentino B; luego de una gran segunda rueda, "el verde" finalizó séptimo (de ocho equipos) con 31 puntos (28 pj - 8 pg, 7 pe, 13 pp) de la Sub zona Sur y debió disputar un encuentro contra un equipo de la Sub zona Norte a fin de determinar cual de los dos descendía.
Tras haber ganado, Germinal mantuvo la categoría, y disputa la siguiente temporada del Argentino B.
| Alineación: - Matías López - Adolfo Otero - Luís Velázquez - Diego Flamenco - Blas Sosa - Juan Cugura - Rubén Darío Pellejero - Nelson Ibarlucea - Damián Navarro - Exequiel Fiorotto - Héctor Galán - DT:Jaime Giordanella |  | Partido por la permanencia López Otero Velázquez Flamenco Sosa Cugura Pellejero Ibarlucea Navarro Fiorotto Galán |
| Partido por la permanencia López Otero Velázquez Flamenco Sosa Cugura Pellejero Ibarlucea Navarro Fiorotto Galán |  | |

Suplentes: Walter Oros, Nahuel Martins, Néstor Antipán, Rafael Bellido, Alejandro Jensen, Walter Dencor, Matías Arrative.
| 28 de abril del 2013 - 16:00 | Maronese       | 1:2 (1:1) | Germinal                                  | Estadio Antonio López Belzagui, Río Colorado |                                    |
|                              | Hugo Silva 78' | Reporte   | 72' Héctor Galán · 100' Exequiel Fiorotto | Árbitro(s): Marcelo Cendra y Verón           | Árbitro(s): Marcelo Cendra y Verón |

En el 2013, tras disputar la temporada del Torneo Argentino B, "el verde" puso en duda su continuidad debido a problemas presupuestarios, aunque luego confirmó su participación gracias a apoyo del gobierno provincial.
En esa temporada el equipo logró una buena actuación, llegando a la última fecha con posibilidad de avanzar a la siguiente fase, sin embargo, una derrota ante Huracán de Comodoro Rivadavia en la última fecha lo despojó de esa posibilidad.
Para la segunda mitad del 2014 se va Jaime Giordanella de la dirección técnica del equipo y es reemplazado por Luis Murua. Ese mismo año comienza la práctica del fútbol femenino en la institución.
Con Luis Murua en el banco de suplentes, "el verde" encaró el Torneo Federal B 2014 como uno de los favoritos de su zona, la cual compartió con Boxing Club de Río Gallegos, Belgrano de Esquel y Cruz del Sur de Bariloche. El equipo presentó un nivel de fútbol bastante bueno lo cual le garantizó buenos resultados, al punto que perdió tan solo un partido de los nueve que jugó. Clasificó como el mejor de su zona y avanzó a la segunda fase, donde se enfrentó a Independiente de Río Colorado en una serie de partidos a ida y vuelta y eliminación directa. Primero ganó como visitante 2 a 1, tras empezar perdiendo y con un jugador menos, para más tarde, en Rawson vencer 4 a 1 y así avanzar a la tercera etapa del torneo, en lo que es, desde su vuelta a certámenes nacionales, la mejor actuación del equipo.
En el 2015 hubo cambio de entrenador, se fue Luis Murua y volvió Pedro Bravo González. La institución afrontó un nuevo torneo, el cuarto consecutivo, y destacó por tener toda la patagonia en una zona única, aumentando los viajes del equipo en la primera fase y llegando casi a 15 mil kilómetros de recorrido entre ida y vuelta. El primer partido fue el clásico ante Racing, en el cual el verde venció 1 a 0.
Ese mismo año ganó de manera invicta el "Torneo Apertura 2015" de la Liga del Valle, alcanzando así su vigésimo segundo título. Este torneo fue dominado por el equipo capitalino durante largo tiempo, ya que parte del plantel que lo componía era aquel que estaba preparándose para el "Federal B". Sin embargo, cuando comenzó el torneo nacional, el equipo decayó y fue Huracán de Trelew quien tomó más protagonismo y hasta llegó a la punta. Finalmente, gracias a ganar algunos partidos que el equipo tenía pendientes, fue Germinal quien logró el título.
En el Torneo Federal del 2015 el equipo demostró una amplia superioridad ante el resto de los equipos, tal es el caso que a falta de cuatro fechas, y tras vencer a Boxing Club de Río Gallegos, superó la primera fase, por segundo torneo consecutivo. Terminó con 13 victorias, 3 empates y cuatro derrotas. En la siguiente fase, la segunda, el verde se enfrentó en la Zona A a Villa Mitre y Sansinena como rivales nuevos, mientras que nuevamente se vio las caras con Huracán de Comodoro Rivadavia, Cruz del Sur de Bariloche, Sol de Mayo de Viedma y Boxing Club de Río Gallegos.
Por el calendario, el organizador del evento arregló que cada equipo se enfrentara a los demás tan solo una vez. Comenzó perdiendo ante Sansinena, equipo que había logrado el ascenso hacía pocos meses mediante el Federal C y luego empató con Huracán en El Fortín, cerrando las dos primeras fechas con un solo punto. Tras quedar libre en la tercera fecha, se encontraba con necesidad de ganar para tener chances de avanzar, y lo logró en Bariloche, venciendo 3 a 2 al local, y unos días más tarde, goleó 4 a 0 a Boxing en Rawson y cambió su panorama en el grupo. Un empate en la penúltima fecha lo dejó con chances de quedar eliminado, pero por una serie de resultados que se dieron en la última jornada, Germinal avanzó a la tercera fase superando a Boxing de Gallegos por diferencia de gol e igualó así su mejor posición desde la vuelta al plano nacional.
En la siguiente etapa, la tercera y ya de eliminatorias directas, se emparejó con Sarmiento de Ayacucho. Recibió al equipo bonaerense en el primer partido, donde ganó 2 a 0 y cinco días después, en Ayacucho, empató en uno con gol de Darío Zampini y logró avanzar de fase, superando su mejor participación y accediendo a la Copa Argentina 2015-16. En la siguiente instancia se enfrentó a Villa Mitre de Bahía Blanca, primero en Rawson, y luego en la provincia de Buenos Aires. En El Fortín, como local, el verde empató 1 a 1 tras haber desperdiciado un penal, que fue atajado, e ir ganando con gol de Darío Zampini. Cuatro días más tarde, en el partido de vuelta, Germinal perdió 1 a 0, pese a que el arquero Denis Roberts atajó un penal, y así Villa Mitre avanzó a la final del torneo.
En el plano local, el equipo sumó 38 puntos en el torneo Clausura "Lalo Manríquez", en honor al exjugador germinalista, y quedó puntero junto con JJ Moreno de Puerto Madryn, lo que llevó a una definición en campo neutral. El 22 de diciembre, en el estadio de Huracán de Trelew el equipo venció 4 a 3 en un partido él cual comenzó ganando dos a cero, pasó a perderlo tres a dos y finalmente dio vuelta.
Tras esa gran temporada a nivel nacional, el club decidió no participar en el torneo Federal B de transición del 2016, del cual ya se habían bajado varios equipos patagónicos como Boxing Club de Río Gallegos, Alianza de Cutral Có y 25 de Mayo de La Pampa y Huracán de Comodoro Rivadavia. El torneo tenía como característica una leve reducción en los equipos de la zona, ya que los descendidos fueron Deportivo Patagones, Belgrano de Esquel y Maronese de Neuquén. Además del posible aumento de kilómetros a recorrer, la duración del mismo es de cuatro meses y tan solo se pone en juego un ascenso.

Fue una decisión dura. Pero consideramos que fue lo mejor. Fue un ciclo de un año y medio intenso; terminamos con deudas, que intentamos saldar, por supuesto. Necesitamos un respiro nosotros y los sponsors que colaboran temporada a temporada.
Es un momento de incertidumbre a nivel política nacional. Eso también fue importante a la hora de tomar la decisión de bajarnos. Y a eso también se suma la incertidumbre de lo que pueda llegar a ocurrir en AFA, donde hoy no hay presidente definido. La intención es jugar a mitad de año.
Para evitar esta clase de situaciones, sería ideal tener un subsidio para participar en estos campeonatos. Me han comentado desde AFA que se estaba trabajando esa posibilidad, así como en tener un cupo directo de la Patagonia al Federal A. Eso ayudaría muchísimo a los clubes de la región.
Jorge Durán, presidente del club.

### Finalista del Federal B 2016
En el primer semestre de 2016 Germinal solo afrontó una competencia federal, la Copa Argentina, en la cual, en primera fase se enfrentó con Deportivo Madryn a partido y revancha. Por ello el equipo tan solo contaró con jugadores de la liga regional, mientras que el rival de turno tuvo un equipo profesional y en competencia.

Hemos tenido una sangría muy grande de jugadores, especialmente del medio para arriba. Llegamos sin competencia oficial, no jugamos el B. Volvimos al nivel local. Pero es el partido que todo jugador quiere jugar.El jugador que juegue en cualquier divisional, siempre intenta ir por más, son once contra once, la categoría no importa, en todos los jugadores late eso. Hay un mínimo de esperanza. Pero si se da, será un golpe muy duro para Madryn, que tiene plantel para ascender. Si damos el batacazo el ruido será grande. Pero tenemos los pies sobre la tierra.
Walter Dencor, jugador de la institución.

Tras caer 1 a 0 en Rawson y 4 a 0 en el Coliseo del Golfo en Puerto Madryn, el verde quedó eliminado.
En el segundo semestre del 2016, Germinal volvió a la competencia federal al disputar el Torneo Federal B Complementario 2016. El equipo superó la fase regular del torneo quedando segundo del grupo un punto por encima de Deportivo Rincón, con quien peleó ese puesto hasta la última fecha.  En las eliminatorias superó primero a Huracán de Comodoro Rivadavia, ganó 5 a 0 en El Fortín y en Comodoro el partido fue suspendido a falta de cinco minutos por incidentes, más tarde ese encuentro fue dado por ganado al elenco de Rawson 1 a 0. En la segunda eliminatoria, tras perder 4 a 2 en Comodoro Rivadavia ante Jorge Newbery, ganó 3 a 1 en Rawson y forzó los penales, donde ganó 3 a 1 y accedió a una de las finales del torneo, fase a la que llegó tras aquella ante Ferro de General Pico en 1984. El 11 de diciembre en Rawson empató 0 a 0 ante Sansinena de General Cerri, y el 17 de diciembre, en la provincia de Buenos Aires, el equipo local venció a Germinal 2 a 0 y logró el ascenso.
Al pasar de ronda, Germinal accedió a una nueva edición de la Copa Argentina, la edición 2017 donde enfrentó a Sol de Mayo de Viedma. El 4 de febrero venció 2 a 1 en El Fortín, sin embargo, siete días más tarde cayó en la ciudad rionegrina 2 a 0 y no logró avanzar de fase.
En el ámbito local, Germinal logró su lauro 24 al consagrarse campeón del Torneo Clausura 2016 de la Liga del Valle y se adjudicó la copa «Héctor Omar Febrero», nombrada en honor a un antiguo dirigente del club.
En el primer semestre de 2017 el equipo perdió la semifinal del Apertura de la Liga del Valle ante Racing. En básquet el equipo terminó subcampeón del torneo. En el segundo semestre del año disputó además el Federal B, donde terminó con siete victorias, cuatro empates y siete derrotas, séptimo de la zona y lejos de avanzar de fase. En diciembre de 2017 logró el título del clausura al vencer a Huracán en la final.
En 2018 hubo una nueva reestructuración del fútbol, se eliminó el Federal B y lo reemplazó el Torneo Regional Federal Amateur, al cual accedió pues tenía una plaza en el antiguo torneo. Sin embargo, al nuevo torneo se accede mediante las ligas locales y a partir de la siguiente temporada se disputa por éstas la clasificación. En el plano local el equipo se consagró campeón del torneo Apertura de 2018 al vencer en la final a J.J. Moreno 3 a 1 en El Fortín. En el clausura 2018 el club fue semifinalista, perdiendo el acceso a la final ante Defensores de La Ribera.

### Nueva renuncia a torneos nacionales y Federal Amateur 2020
Tras la reestructuración de los torneos federales en 2019 el club renunció a participar en el Torneo Regional Federal Amateur por falta de recursos económicos para afrontar el torneo.

El tema económico está causando estragos. No estamos para hacer locuras en este momento del país.
Jorge Durán, presidente del club.

Tras un gran 2019 donde fue campeón del Torneo Apertura local y llegó a la final del Torneo Clausura, Germinal clasificó al Torneo Regional Federal Amateur 2020 al haber sido campeón local. En dicho torneo integró zona junto con el clásico rival Defensores de La Ribera, Belgrano de Esquel y la CAI de Comodoro Rivadavia. Para reforzar al equipo, el club contrató jugadores que habían participado en la edición anterior en Racing de Trelew, equipo que había llegado hasta segunda fase.

### Año del centenario y ascenso a tercera división
El año 2022 fue el año del centenario de la institución. El club comenzó el año disputando el Torneo Apertura de la Liga del Valle, donde no logró el título. En el segundo semestre el club encaró además el Federal Amateur 2022-23, al cual accedió gracias a una licencia deportiva que le otorgó el Consejo Federal. En dicho torneo integró una zona de cuatro equipos junto con tres representantes de la Liga del Valle, Racing de Trelew, Defensores de La Ribera y JJ Moreno de Puerto Madryn. En dicho grupo logró 13 puntos, cuatro victorias, un empate y una derrota.
Logró el ascenso en el Torneo Regional Federal Amateur 2023 al vencer en la final a Independiente de San Cayetano por 3 a 1, de esta manera vuelve a la tercera división después de 26 años.

## Instalaciones

### Sede social y predio
En los terrenos que el club posee sobre la Ruta Provincial n.° 7 y la calle Caballito Criollo en la ciudad de Rawson se encuentra el predio donde se ubican tanto su estadio de fútbol como de básquet.
Además de contar con dichos edificios, el club también posee un gimnasio y una cancha de fútbol de tierra.

### El Fortín
La primera cancha del verde se ubicaba en las calles San Martín y Luis Costa, predio que hoy ocupan los talleres de la gobernación y la banda de música de la policía provincial. Más tarde se trasladó el campo de juego a pocos metros sobre la ruta que conduce a Playa Unión.
A mediados de la década del 60, Germinal vende los terrenos y algunas instalaciones (que pretendían ser parte de la futura sede social) a la XXIV Agrupación de Gendarmería Nacional y con el importe se decide la compra de los terrenos actualmente situados sobre la ruta provincial N° 7. En dichos terrenos comenzó a tomar forma el viejo Fortín.
Entre los años 1990 y 1992, se dio comienzo a la remodelación del estadio, construyendo en primera instancia la tribuna popular denominada “Mulco” y las populares cabeceras. Finalmente para 1995 se completaron los codos y se aumentó la capacidad de las plateas además de remodelar y modernizar los vestuarios con el fin de participar en el Torneo Argentino A de ese año. Pero quizás uno de los logros más importantes en cuanto a infraestructura se refiere fue la concreción de la cancha de césped. El Fortín en su esplendor fue inaugurado el 17 de septiembre de 1995 jugando un partido amistoso contra Ferro Carril Oeste de Capital Federal.

### Estadio cubierto
Germinal posee un gimnasio cubierto para la práctica de básquetbol. Se inauguró oficialmente el 2 de septiembre de 1977 con el nombre de “Don Luis González”, en un partido oficial por el torneo de la Asociación de Básquet del Este del Chubut (ABECH) frente a Independiente de Trelew.

## Uniforme
La camiseta de Germinal es verde y blanca a bastones verticales, los pantalones suelen variar de color, al igual que las medias. La camiseta suplente también suele variar de diseño y/o colores.
| Período       | Proveedor        |
| ------------- | ---------------- |
| 2010–presente | Atlantic Sport's |

| Período   | Proveedor |
| --------- | --- |
| 2013-2014 | Diario El Chubut Rony Sport Pesquera Veraz Transportes Unión S.A.                                                                  |
| 2014-2015 | Diario El Chubut Ferretería Argentina Banco del Chubut Radio Municipal de Rawson Genneia S.A.                                      |
| 2015-2016 | Diario El Chubut Rony Sport Banco del Chubut Golfo Cankar S.R.L. Instituto Cardiovascular Rawson Genneia S.A. Ferretería Argentina |

### Evolución del uniforme
Primer uniforme
| 2010 | 2011 | 2012-14 | 2014-15 | 2015-16 | 2016 |

Segundo uniforme
| 2010 suplente | 2011 suplente | 2012-14 | 2014-15 | 2015-16 |

## Palmarés
| Torneos Nacionales                    | Torneos Nacionales | Torneos Nacionales |
| Competición                           | Títulos | Subcampeonatos     |
| Cuarta División                       | Cuarta División | Cuarta División    |
| ------------------------------------- | --- | ------------------ |
| Torneo Regional Federal Amateur (1/0) | 2022-23 |                    |
| Torneos Regionales                    | |                    |
| Competición                           | Títulos | Subcampeonatos     |
| Liga de Fútbol Valle del Chubut (35)  | Campeonato 1938, Oficial 1945, Copa de Honor 1946, Copa de Honor 1947, Oficial 1964, Oficial 1966, Copa Juan Carlos Buenader 1971, Copa Juan Carlos Buenader 1972, Preparación 1972, Oficial 1972, Copa Juan Carlos Buenader 1974, Copa Juan Carlos Buenader 1976, Clasificatorio 1983, Oficial 1983, Clasificatorio 1984, Preparación 1989, Preparación 1991, Clausura 1991, Apertura 1993, Clausura 1993, Apertura 1995, Clausura 1995, Clausura 1996, Clausura 2001, Apertura 2002, Apertura 2004, Apertura 2008, Apertura 2011, Apertura 2015, Clausura 2015, Clausura 2016, Clausura 2017, Apertura 2018, Apertura 2019 y Apertura 2021. | Se desconoce       |

## Datos del club

### Por torneo
| Torneo Regional 1967               | Torneo Regional 1967 | Torneo Regional 1967    |
| ---------------------------------- | -------------------- | ----------------------- |
| Local                              | Resultado            | Visitante               |
| Primera fase (Eliminación directa) |                      |                         |
| Germinal                           | 1 - 2                | Villa Congreso (Viedma) |
| Villa Congreso (Viedma)            | 2 - 2                | Germinal                |
| Germinal eliminado.                |                      |                         |

| Torneo Regional 1973                                                                     | Torneo Regional 1973 | Torneo Regional 1973    |
| ---------------------------------------------------------------------------------------- | -------------------- | ----------------------- |
| Local                                                                                    | Resultado            | Visitante               |
| Primera fase (Eliminación doble, ganador a ronda ganadores, perdedor a ronda perdedores) |                      |                         |
| Germinal                                                                                 | 0 - 1                | All Boys (La Pampa)     |
| All Boys (La Pampa)                                                                      | 1 - 0                | Germinal                |
| Germinal pasa a ronda perdedores.                                                        |                      |                         |
| Villa Congreso (Viedma)                                                                  | 3 - 1                | Germinal                |
| Germinal                                                                                 | 1 - 4                | Villa Congreso (Viedma) |
| Germinal eliminado.                                                                      |                      |                         |

| Torneo Regional 1984                                                                   | Torneo Regional 1984 | Torneo Regional 1984               |
| -------------------------------------------------------------------------------------- | -------------------- | ---------------------------------- |
| Local                                                                                  | Resultado            | Visitante                          |
| Primera fase (Grupo 2 Zona A)                                                          |                      |                                    |
| Huracán (Comodoro Rivadavia)                                                           | 2 - 4                | Germinal                           |
| Germinal                                                                               | 2 - 0                | Tres de Fierro (Esquel)            |
| San Lorenzo (Río Gallegos)                                                             | 1 - 2                | Germinal                           |
| Germinal                                                                               | 5 - 3                | Estrella del Norte (Caleta Olivia) |
| Germinal                                                                               | 2 - 0                | Huracán (Comodoro Rivadavia)       |
| Tres de Fierro (Esquel)                                                                | 2 - 2                | Germinal                           |
| Germinal                                                                               | 3 - 1                | San Lorenzo (Río Gallegos)         |
| Estrella del Norte (Caleta Olivia)                                                     | 4 - 3                | Germinal                           |
| Finalizó primero del grupo, con 8 PJ; 6 PG; 1 PE; 1 PP; 24 GF; 13 GC; y con 13 puntos. |                      |                                    |
| Final                                                                                  |                      |                                    |
| Ferro Carril Oeste (General Pico)                                                      | 2 - 1                | Germinal                           |
| Germinal                                                                               | 0 - 0                | Ferro Carril Oeste (General Pico)  |
| Ferro de General Pico obtuvo el pase al Nacional '84.                                  |                      |                                    |

| Torneo Regional 1985                                                                                                | Torneo Regional 1985 | Torneo Regional 1985              |
| --- | -------------------- | --------------------------------- |
| Local | Resultado            | Visitante                         |
| Primera fase (Grupo 2 Zona A)                                                                                       |                      |                                   |
| Independiente (Río Gallegos)                                                                                        | 0 - 2                | Germinal                          |
| Germinal | 1 - 0                | Huracán (Comodoro Rivadavia)      |
| San Lorenzo (Carmen de Patagones)                                                                                   | 2 - 1                | Germinal                          |
| Germinal | 4 - 0                | Independiente (Río Gallegos)      |
| Huracán (Comodoro Rivadavia)                                                                                        | 3 - 2                | Germinal                          |
| Germinal | 5 - 1                | San Lorenzo (Carmen de Patagones) |
| Finalizó segundo del grupo, no clasificó a la siguiente etapa. 6 PJ; 4 PG; 0 PE; 2 PP; 15 GF; 7 GC; y con 8 puntos. |                      |                                   |

| Torneo del Interior 1991-92                                   | Torneo del Interior 1991-92 | Torneo del Interior 1991-92     |
| ------------------------------------------------------------- | --------------------------- | ------------------------------- |
| Local                                                         | Resultado                   | Visitante                       |
| Segunda fase (semifinales)                                    |                             |                                 |
| Huracán (Comodoro Rivadavia)                                  | 0 - 0                       | Germinal                        |
| Germinal                                                      | 0 - 1                       | Huracán (Comodoro Rivadavia)    |
| Germinal pasa a semifinal de ronda perdedores.                |                             |                                 |
| Semifinal de ronda perdedores                                 |                             |                                 |
| Bernardo O'Higgins (Río Grande)                               | 3 - 2                       | Germinal                        |
| Germinal                                                      | 4 - 0                       | Bernardo O'Higgins (Río Grande) |
| Germinal avanza a final de ronda perdedores.                  |                             |                                 |
| Final de ronda perdedores                                     |                             |                                 |
| Boxing Club (Río Gallegos)                                    | 0 - 0                       | Germinal                        |
| Germinal                                                      | 4 - 1                       | Boxing Club (Río Gallegos)      |
| Germinal avanza a final.                                      |                             |                                 |
| Final regional                                                |                             |                                 |
| Germinal                                                      | 0 - 2                       | Huracán (Comodoro Rivadavia)    |
| Huracán (Comodoro Rivadavia)                                  | 1 - 2                       | Germinal                        |
| Germinal eliminado. Huracán avanza al "Torneo zonal sureste". |                             |                                 |

| Torneo del Interior 1992-93                                                        | Torneo del Interior 1992-93 | Torneo del Interior 1992-93            |
| ---------------------------------------------------------------------------------- | --------------------------- | -------------------------------------- |
| Local                                                                              | Resultado                   | Visitante                              |
| Fase clasificatoria (eliminación directa)                                          |                             |                                        |
| Germinal                                                                           | 2 - 0                       | Bancruz (Río Gallegos)                 |
| Bancruz (Río Gallegos)                                                             | 1 - 1                       | Germinal                               |
| Avanza de fase.                                                                    |                             |                                        |
| Germinal                                                                           | 3 - 0                       | Huracán (Comodoro Rivadavia)           |
| Huracán (Comodoro Rivadavia)                                                       | 0 - 0                       | Germinal                               |
| Avanza de fase a ronda de ganadores                                                |                             |                                        |
| Huracán (Comodoro Rivadavia)                                                       | 0 - 0                       | Germinal                               |
| Germinal                                                                           | 1 - 1 (6 - 5 p)             | Huracán (Comodoro Rivadavia)           |
| Avanza de fase al grupo final entre zona norte y zona sur de la Patagonia.         |                             |                                        |
| Fase clasificatoria (grupo final)                                                  |                             |                                        |
| Cipoletti (Cipoletti)                                                              | 0 - 0                       | Germinal                               |
| Germinal                                                                           | 1 - 0                       | Ferro Carril Oeste (General Pico)      |
| Germinal                                                                           | 1 - 0                       | Cipoletti (Cipoletti)                  |
| Ferro Carril Oeste (General Pico)                                                  | 4 - 3                       | Germinal                               |
| Termina primero de grupo con 4 pj, 2 pg, 1 pe y 1 pp; 5 gf y 4 gc. Avanza de fase. |                             |                                        |
| Fase final (Torneo regional sureste)                                               |                             |                                        |
| Cuartos de final                                                                   |                             |                                        |
| Club Mercedes (Mercedes, Buenos Aires)                                             | 1 - 3                       | Germinal                               |
| Germinal                                                                           | 5 - 0                       | Club Mercedes (Mercedes, Buenos Aires) |
| Clasificó Germinal a semifinales.                                                  |                             |                                        |
| Semifinales                                                                        |                             |                                        |
| Germinal                                                                           | 2 - 1                       | San Miguel (Buenos Aires)              |
| San Miguel (Buenos Aires)                                                          | 3 - 0                       | Germinal                               |
| Eliminado contra San Miguel.                                                       |                             |                                        |

| Torneo del Interior 1993-94                                             | Torneo del Interior 1993-94 | Torneo del Interior 1993-94          |
| ----------------------------------------------------------------------- | --------------------------- | ------------------------------------ |
| Local                                                                   | Resultado                   | Visitante                            |
| Fase clasificatoria (Grupo C)                                           |                             |                                      |
| Huracán (Comodoro Rivadavia)                                            | 1 - 2                       | Germinal                             |
| Germinal                                                                | 9 - 0                       | Defensores del Carmen (Río Gallegos) |
| Germinal                                                                | 4 - 0                       | Atlético Río Grande (Río Grande)     |
| Germinal                                                                | 2 - 1                       | Huracán (Comodoro Rivadavia)         |
| Defensores del Carmen (Río Gallegos)                                    | 0 - 2                       | Germinal                             |
| Defensores del Carmen (Río Gallegos)                                    | pp - pg                     | Germinal                             |
| Termina primero del grupo con 6 PJ, 6 PG, 19 GF y 2 GC. Avanza de fase. |                             |                                      |
| Segunda fase (eliminación directa)                                      |                             |                                      |
| Alianza (Cutral Có)                                                     | 3 - 0                       | Germinal                             |
| Germinal                                                                | 1 - 2                       | Alianza (Cutral Có)                  |
| Eliminado Germinal con global 5 - 1.                                    |                             |                                      |

| Torneo Argentino A 1995/96                                                                                              | Torneo Argentino A 1995/96 | Torneo Argentino A 1995/96                |
| Primera Fase Zona Sur                                                                                                   | Primera Fase Zona Sur      | Primera Fase Zona Sur                     |
| Local | Resultado                  | Visitante                                 |
| --- | -------------------------- | ----------------------------------------- |
| Germinal | 0 - 0                      | General Belgrano (Santa Rosa)             |
| Cipolletti (Río Negro)                                                                                                  | 1 - 0                      | Germinal                                  |
| Germinal | 1 - 0                      | Deportivo Patagones (Carmen de Patagones) |
| Villa Mitre (Bahía Blanca)                                                                                              | 0 - 3                      | Germinal                                  |
| Germinal | 3 - 0                      | CAI (Comodoro Rivadavia)                  |
| Deportivo Roca (Río Negro)                                                                                              | 0 - 1                      | Germinal                                  |
| Olimpo (Bahía Blanca)                                                                                                   | 1 - 1                      | Germinal                                  |
| General Belgrano (Santa Rosa)                                                                                           | 0 - 0                      | Germinal                                  |
| Germinal | 3 - 1                      | Cipolletti (Río Negro)                    |
| Deportivo Patagones (Carmen de Patagones)                                                                               | 3 - 2                      | Germinal                                  |
| Germinal | 0 - 1                      | Villa Mitre (Bahía Blanca)                |
| CAI (Comodoro Rivadavia)                                                                                                | 0 - 4                      | Germinal                                  |
| Germinal | 0 - 0                      | Deportivo Roca (Río Negro)                |
| Germinal | 0 - 0                      | Olimpo (Bahía Blanca)                     |
| Finalizó tercero del grupo, con 14 PJ; 6 PG; 5 PE; 3 PP; 18 GF; 7 GC; y con 23 puntos. Clasificó a la Zona Campeonato.  |                            |                                           |
| Zona Campeonato A |                            |                                           |
| Huracán (San Rafael; Mendoza)                                                                                           | 2 - 1                      | Germinal                                  |
| Germinal | 3 - 1                      | Independiente Rivadavia(Mendoza)          |
| Olimpo (Bahía Blanca)                                                                                                   | 0 - 1                      | Germinal                                  |
| Germinal | 4 - 1                      | Cipolletti (Río Negro)                    |
| San Martín (Mendoza) | 1 - 0                      | Germinal                                  |
| Germinal | 0 - 1                      | Villa Mitre (Bahía Blanca)                |
| Alvarado (Mar del Plata)                                                                                                | 2 - 1                      | Germinal                                  |
| Germinal | 1 - 0                      | Huracán (San Rafael; Mendoza)             |
| Independiente Rivadavia (Mendoza)                                                                                       | 2 - 0                      | Germinal                                  |
| Germinal | 2 - 2                      | Olimpo (Bahía Blanca)                     |
| Cipolletti (Río Negro)                                                                                                  | 2 - 0                      | Germinal                                  |
| Germinal | 5 - 1                      | San Martín (Mendoza)                      |
| Villa Mitre (Bahía Blanca)                                                                                              | 1 - 1                      | Germinal                                  |
| Germinal | 3 - 0                      | Alvarado (Mar del Plata)                  |
| Finalizó tercero del grupo, con 14 PJ; 6 PG; 2 PE; 6 PP; 22 GF; 16 GC; y con 20 puntos. Clasificó a la Zona Campeonato. |                            |                                           |
| Zona Campeonato 1 |                            |                                           |
| Independiente Rivadavia (Mendoza)                                                                                       | 1 - 0                      | Germinal                                  |
| Mataderos (Necochea) | 0 - 0                      | Germinal                                  |
| Germinal | 1 - 0                      | Cipolletti (Río Negro)                    |
| Villa Mitre (Bahía Blanca)                                                                                              | 2 - 1                      | Germinal                                  |
| Germinal | 3 - 0                      | Huracán (San Rafael; Mendoza)             |
| Germinal | 2 - 0                      | Independiente Rivadavia (Mendoza)         |
| Germinal | 8 - 0                      | Mataderos (Necochea)                      |
| Cipolletti (Río Negro)                                                                                                  | 3 - 1                      | Germinal                                  |
| Germinal | 3 - 0                      | Villa Mitre (Mendoza)                     |
| Huracán (San Rafael; Mendoza)                                                                                           | 1 - 4                      | Germinal                                  |
| Finalizó segundo del grupo, con 10 PJ; 6 PG; 1 PE; 3 PP; 23 GF; 7 GC; y con 19 puntos. No clasificó a la Final.         |                            |                                           |

| Torneo Argentino A 1996/97                                                                                       | Torneo Argentino A 1996/97 | Torneo Argentino A 1996/97                |
| Primera Fase Zona Sur                                                                                            | Primera Fase Zona Sur      | Primera Fase Zona Sur                     |
| Local | Resultado                  | Visitante                                 |
| --- | -------------------------- | ----------------------------------------- |
| Germinal | 0 - 0                      | Deportivo Patagones (Carmen de Patagones) |
| Germinal | 1 - 0                      | CAI (Comodoro Rivadavia)                  |
| General Belgrano (Santa Rosa)                                                                                    | 2 - 0                      | Germinal                                  |
| Germinal | 2 - 2                      | Villa Mitre (Bahía Blanca)                |
| Cultural Argentino (General Pico)                                                                                | 1 - 0                      | Germinal                                  |
| Deportivo Patagones (Carmen de Patagones)                                                                        | 2 - 1                      | Germinal                                  |
| CAI (Comodoro Rivadavia)                                                                                         | 0 - 1                      | Germinal                                  |
| Germinal | 3 - 1                      | General Belgrano (Santa Rosa)             |
| Villa Mitre (Bahía Blanca)                                                                                       | 3 - 0                      | Germinal                                  |
| Germinal | 0 - 1                      | Cultural Argentino (General Pico)         |
| Finalizó séptimo del grupo, con 10 PJ; 3 PG; 2 PE; 5 PP; 8 GF; 12 GC; y con 11 puntos.                           |                            |                                           |
| Zona Reclasificación                                                                                             |                            |                                           |
| CAI (Comodoro Rivadavia)                                                                                         | 1 - 1                      | Germinal                                  |
| Germinal | 1 - 0                      | CAI (Comodoro Rivadavia)                  |
| Al ganar este encuentro, se salvó del descenso y decretó el mismo para la CAI.                                   |                            |                                           |
| Segunda Etapa |                            |                                           |
| Germinal | se le dio por ganado       | Unión Santiago (Santiago del Estero)      |
| Alvarado (Mar del Plata)                                                                                         | 0 - 0                      | Germinal                                  |
| Unión Santiago (Santiago del Estero)                                                                             | 3 - 0                      | Germinal                                  |
| Germinal | 4 - 3                      | Alvarado (Mar del Plata)                  |
| Finalizó primero del triangular, con 4 PJ; 2 PG; 1 PE; 1 PP y 4 GF; 6 GC y 7 puntos. Clasificó a la etapa final. |                            |                                           |
| Etapa Final |                            |                                           |
| Germinal | 5 - 1                      | Exalumnos Escuela n.º 185 (Oberá)         |
| Villa Mitre (Bahía Blanca)                                                                                       | 2 - 1                      | Germinal                                  |
| Germinal | 1 - 1                      | Almirante Brown (Arrecifes)               |
| Sportivo Ben Hur (Rafaela)                                                                                       | 5 - 1                      | Germinal                                  |
| Ex Alumnos Escuela nº 185 (Oberá)                                                                                | 1 - 0                      | Germinal                                  |
| Germinal | 0 - 2                      | Villa Mitre (Bahía Blanca)                |
| Almirante Brown (Arrecifes)                                                                                      | 4 - 0                      | Germinal                                  |
| Germinal | 0 - 1                      | Sportivo Ben Hur (Rafaela)                |
| Finalizó cuarto del grupo, con 8 PJ; 1 PG; 1 PE; 6 PP y 8 GF; 17 GC y 4 puntos. Descendió.                       |                            |                                           |

| Torneo Argentino B 1997-98 | Torneo Argentino B 1997-98 | Torneo Argentino B 1997-98 |
| -------------------------- | -------------------------- | -------------------------- |

| Torneo Argentino B 2002/03                                                                         | Torneo Argentino B 2002/03 | Torneo Argentino B 2002/03        |
| Primera ronda Zona 4                                                                               | Primera ronda Zona 4       | Primera ronda Zona 4              |
| Local                                                                                              | Resultado                  | Visitante                         |
| -------------------------------------------------------------------------------------------------- | -------------------------- | --------------------------------- |
| Fontana (Trevelín)                                                                                 | 2 - 4                      | Germinal                          |
| Germinal                                                                                           | 3 - 0                      | Petroquímica (Comodoro Rivadavia) |
| Germinal                                                                                           | 6 - 0                      | Fontana (Trevelín)                |
| Petroquímica (Comodoro Rivadavia)                                                                  | 0 - 3                      | Germinal                          |
| Finalizó primero del grupo con 3 PJ; 3 PG; 0 PE; 0 PP; 16 GF; 2 GC. Clasificó a la siguiente fase. |                            |                                   |
| Guillermo Brown (Puerto Madryn)                                                                    | 1 - 0                      | Germinal                          |
| Germinal                                                                                           | 0 - 2                      | Guillermo Brown (Puerto Madryn)   |
| Quedó eliminado con un resultado global de 3 - 0.                                                  |                            |                                   |

| Torneo Argentino B 2004/05                                                                                | Torneo Argentino B 2004/05           | Torneo Argentino B 2004/05           |
| Torneo Apertura, primera fase Zona 1                                                                      | Torneo Apertura, primera fase Zona 1 | Torneo Apertura, primera fase Zona 1 |
| Local | Resultado                            | Visitante                            |
| --- | ------------------------------------ | ------------------------------------ |
| |                                      |                                      |
| |                                      |                                      |
| |                                      |                                      |
| |                                      |                                      |
| |                                      |                                      |
| |                                      |                                      |
| |                                      |                                      |
| |                                      |                                      |
| |                                      |                                      |
| |                                      |                                      |
| Finalizó quinto del grupo con 7 puntos, 10 PJ; 2 PG; 1 PE; 7 PP; 8 GF; 24 GC. Dejó de participar.         |                                      |                                      |
| Torneo Clausura, primera fase Zona 1                                                                      |                                      |                                      |
| Local | Resultado                            | Visitante                            |
| |                                      |                                      |
| |                                      |                                      |
| |                                      |                                      |
| |                                      |                                      |
| |                                      |                                      |
| |                                      |                                      |
| |                                      |                                      |
| |                                      |                                      |
| |                                      |                                      |
| |                                      |                                      |
| Finalizó sexto y último del grupo con 4 puntos, 10 PJ; 1 PG; 1 PE; 8 PP; 6 GF; 21 GC. Dejó de participar. |                                      |                                      |
| Finalizó sexto y último del grupo con 11 puntos, 20 PJ; 3 PG; 2 PE; 15 PP; 14 GF; 45 GC. Descendió.       |                                      |                                      |

| Torneo del Interior 2006                                                                           | Torneo del Interior 2006 | Torneo del Interior 2006         |
| Local                                                                                              | Resultado                | Visitante                        |
| Primera Fase Zona 2                                                                                | Primera Fase Zona 2      | Primera Fase Zona 2              |
| -------------------------------------------------------------------------------------------------- | ------------------------ | -------------------------------- |
| Finalizó segundo del grupo con 6 PJ; 3 PG; 2 PE; 1 PP; 11 GF; 7 GC. Clasificó a la siguiente fase. |                          |                                  |
| Dieciseisavos de final                                                                             |                          |                                  |
| Germinal                                                                                           | 3 - 1                    | Sportivo Santa Cruz (Santa Cruz) |
| Sportivo Santa Cruz (Santa Cruz)                                                                   | 3 - 2                    | Germinal                         |
| Clasificado Germinal con un global de 5-4.                                                         |                          |                                  |
| Octavos de final                                                                                   |                          |                                  |
| Germinal                                                                                           | 5 - 1                    | Estrella del Sur (Caleta Olivia) |
| Estrella del Sur (Caleta Olivia)                                                                   | 1 - 2                    | Germinal                         |
| Clasificado Germinal con un global de 7-2.                                                         |                          |                                  |
| Cuartos de final                                                                                   |                          |                                  |
| Germinal                                                                                           | 3 - 2                    | Atlético Villa Iris (Neuquén)    |
| Atlético Villa Iris (Neuquén)                                                                      | 2 - 1                    | Germinal                         |
| Eliminado Germinal por penales 7-8. Resultado global de 4-4.                                       |                          |                                  |

| Torneo del Interior 2009                                                                           | Torneo del Interior 2009 | Torneo del Interior 2009         |
| Primera Fase Zona 4                                                                                | Primera Fase Zona 4      | Primera Fase Zona 4              |
| Local                                                                                              | Resultado                | Visitante                        |
| -------------------------------------------------------------------------------------------------- | ------------------------ | -------------------------------- |
| Defensores de La Ribera (Rawson)                                                                   | 1 - 2                    | Germinal                         |
| Germinal                                                                                           | 5 - 0                    | Belgrano (Esquel)                |
| San Martín (Esquel)                                                                                | 2 - 2                    | Germinal                         |
| Germinal                                                                                           | 0 - 0                    | Defensores de La Ribera (Rawson) |
| Belgrano (Esquel)                                                                                  | 1 - 0                    | Germinal                         |
| Germinal                                                                                           | 4 - 1                    | San Martín (Esquel)              |
| Finalizó primero del grupo con 6 PJ; 3 PG; 2 PE; 1 PP; 13 GF; 5 GC. Clasificó a la siguiente fase. |                          |                                  |
| Segunda fase Zona 4                                                                                |                          |                                  |
| Local                                                                                              | Resultado                | Visitante                        |
| Estrella del Sur (Caleta Olivia)                                                                   | 3 - 1                    | Germinal                         |
| Germinal                                                                                           | 2 - 1                    | Estrella del Sur (Caleta Olivia) |

| Torneo del Interior 2011                                                                          | Torneo del Interior 2011 | Torneo del Interior 2011          |
| Primera Fase Zona 81                                                                              | Primera Fase Zona 81     | Primera Fase Zona 81              |
| Local                                                                                             | Resultado                | Visitante                         |
| ------------------------------------------------------------------------------------------------- | ------------------------ | --------------------------------- |
| Petroquímica (Comodoro Rivadavia)                                                                 | 1 - 1                    | Germinal                          |
| Germinal                                                                                          | 0 - 0                    | Independiente (Trelew)            |
| Germinal                                                                                          | 0 - 2                    | Racing (Trelew)                   |
| Germinal                                                                                          | 4 - 1                    | Petroquímica (Comodoro Rivadavia) |
| Independiente (Trelew)                                                                            | 0 - 1                    | Germinal                          |
| Racing (Trelew)                                                                                   | 0 - 0                    | Germinal                          |
| Finalizó segundo del grupo con 6 PJ; 2 PG; 3 PE; 1 PP; 6 GF; 4 GC. Clasificó a la siguiente fase. |                          |                                   |
| Segunda fase 32avos de final                                                                      |                          |                                   |
| Germinal                                                                                          | 1 - 0                    | Estudiantes Unidos (Bariloche)    |
| Estudiantes Unidos (Bariloche)                                                                    | 1 - 1 (susp.)            | Germinal                          |
| Fue descalificado del torneo por incidentes producidos por sus hinchas en Bariloche.              |                          |                                   |

| Torneo del Interior 2012                                                                           | Torneo del Interior 2012 | Torneo del Interior 2012                   |
| Primera Fase Zona 4                                                                                | Primera Fase Zona 4      | Primera Fase Zona 4                        |
| Local                                                                                              | Resultado                | Visitante                                  |
| -------------------------------------------------------------------------------------------------- | ------------------------ | ------------------------------------------ |
| Germinal                                                                                           | 3 - 0                    | Defensores de La Ribera                    |
| Defensores (Pico Truncado, Santa Cruz)                                                             | 0 - 2                    | Germinal                                   |
| Defensores de La Ribera                                                                            | 1 - 1                    | Germinal                                   |
| Germinal                                                                                           | 6 - 0                    | Defensores (Pico Truncado)                 |
| Finalizó primero del grupo con 4 PJ; 3 PG; 1 PE; 0 PP; 12 GF; 1 GC. Clasificó a la siguiente fase. |                          |                                            |
| Treintaidosavos de final                                                                           |                          |                                            |
| Germinal                                                                                           | 2 - 0                    | Ferrocarril (San Antonio Oeste; Río Negro) |
| Ferrocarril (San Antonio Oeste; Río Negro)                                                         | 1 - 0                    | Germinal                                   |
| Clasificado Germinal con un global de 2-1.                                                         |                          |                                            |
| Dieciseisavos de final                                                                             |                          |                                            |
| Independiente (Neuquén)                                                                            | 2 - 1                    | Germinal                                   |
| Germinal                                                                                           | 2 - 1                    | Independiente (Neuquén)                    |
| Eliminado Germinal por penales 2-4. Resultado global 3-3.                                          |                          |                                            |

| Torneo Argentino B 2012/13                                                                            | Torneo Argentino B 2012/13        | Torneo Argentino B 2012/13         |
| Primera Fase Zona 7; Sub zona Sur                                                                     | Primera Fase Zona 7; Sub zona Sur | Primera Fase Zona 7; Sub zona Sur  |
| Local                                                                                                 | Resultado                         | Visitante                          |
| --- | --------------------------------- | ---------------------------------- |
| C.A.I. (Comodoro Rivadavia)                                                                           | 2 - 1                             | Germinal                           |
| Germinal                                                                                              | 2 - 2                             | Deportivo Madryn (Puerto Madryn)   |
| Huracán (Gobernador Gregores)                                                                         | 2 - 2                             | Germinal                           |
| Jorge Newbery (Comodoro Rivadavia)                                                                    | 5 - 1                             | Germinal                           |
| Germinal                                                                                              | 1 - 2                             | Boca (Río Gallegos)                |
| Racing (Trelew)                                                                                       | 1 - 2                             | Germinal                           |
| Germinal                                                                                              | 2 - 3                             | Huracán (Comodoro Rivadavia)       |
| Germinal                                                                                              | 1 - 1                             | C.A.I. (Comodoro Rivadavia)        |
| Deportivo Madryn (Comodoro Rivadavia)                                                                 | 2 - 2                             | Germinal                           |
| Germinal                                                                                              | 4 - 1                             | Huracán (Gobernador Gregores)      |
| Germinal                                                                                              | 0 - 1                             | Jorge Newbery (Comodoro Rivadavia) |
| Boca (Río Gallegos)                                                                                   | 0 - 2                             | Germinal                           |
| Germinal                                                                                              | 1 - 3                             | Racing (Trelew)                    |
| Huracán (Comodoro Rivadavia)                                                                          | 2 - 1                             | Germinal                           |
| C.A.I. (Comodoro Rivadavia)                                                                           | 1 - 0                             | Germinal                           |
| Germinal                                                                                              | 2 - 0                             | Deportivo Madryn (Puerto Madryn)   |
| Huracán (Gobernador Gregores)                                                                         | 1 - 1                             | Germinal                           |
| Jorge Newbery (Comodoro Rivadavia)                                                                    | 2 - 3                             | Germinal                           |
| Germinal                                                                                              | 1 - 1                             | Boca (Río Gallegos)                |
| Racing (Trelew)                                                                                       | 2 - 1                             | Germinal                           |
| Germinal                                                                                              | 0 - 1                             | Huracán (Comodoro Rivadavia)       |
| Germinal                                                                                              | 3 - 2                             | C.A.I. (Comodoro Rivadavia)        |
| Deportivo Madryn (Comodoro Rivadavia)                                                                 | 1 - 0                             | Germinal                           |
| Germinal                                                                                              | 4 - 0                             | Huracán (Gobernador Gregores)      |
| Germinal                                                                                              | 2 - 2                             | Jorge Newbery (Comodoro Rivadavia) |
| Boca (Río Gallegos)                                                                                   | 2 - 1                             | Germinal                           |
| Germinal                                                                                              | 2 - 0                             | Racing (Trelew)                    |
| Huracán (Comodoro Rivadavia)                                                                          | 3 - 0                             | Germinal                           |
| Finalizó 7.º, con 28 PJ, 8 PG, 7 PE, 13 PP, 42 GF y 45 GC. Debió jugar un partido por la permanencia. |                                   |                                    |
| Partido por la permanencia - 28 de abril - Estadio Antonio López Belzagui; Río Colorado, Río Negro.   |                                   |                                    |
| Maronese (Neuquén)                                                                                    | 1 - 2                             | Germinal                           |
| Finalizó 1 - 1 al cabo de los 90'; y se debieron jugar dos tiempos suplementarios de 15' cada uno.    |                                   |                                    |

| Copa Argentina 2012/13             | Copa Argentina 2012/13             | Copa Argentina 2012/13             |
| Primera Eliminatoria Zona Interior | Primera Eliminatoria Zona Interior | Primera Eliminatoria Zona Interior |
| Local                              | Resultado                          | Visitante                          |
| ---------------------------------- | ---------------------------------- | ---------------------------------- |
| C.A.I. (Comodoro Rivadavia)        | 1 - 0                              | Germinal                           |
| Eliminado Germinal.                |                                    |                                    |

| Torneo Argentino B 2013/14                                                          | Torneo Argentino B 2013/14 | Torneo Argentino B 2013/14       | Torneo Argentino B 2013/14          | Torneo Argentino B 2013/14 |
| Primera Fase Zona 15                                                                | Primera Fase Zona 15       | Primera Fase Zona 15             | Primera Fase Zona 15                | Primera Fase Zona 15       |
| Local                                                                               | Resultado                  | Visitante                        | Estadio                             | Fecha                      |
| ----------------------------------------------------------------------------------- | -------------------------- | -------------------------------- | ----------------------------------- | -------------------------- |
| Boca (Río Gallegos)                                                                 | 2 - 0                      | Germinal                         | Defensores del Carmen, Río Gallegos | 29/9/2013                  |
| Germinal                                                                            | 1 - 0                      | Deportivo Madryn                 | El Fortín                           | 6/10/2013                  |
| Petrolero Austral (Río Gallegos)                                                    | 4 - 2                      | Germinal                         | Defensores del Carmen, Río Gallegos | 13/10/2013                 |
| Germinal                                                                            | 0 - 0                      | Racing (Trelew)                  | El Fortín                           | 20/10/2013                 |
| Huracán (Comodoro Rivadavia)                                                        | 1 - 1                      | Germinal                         | César Muñóz, Comodoro Rivadavia     | 3/11/2013                  |
| Germinal                                                                            | 1 - 0                      | Boca (Río Gallegos)              | El Fortín                           | 10/11/2013                 |
| Deportivo Madryn                                                                    | 4 - 1                      | Germinal                         | Coliseo del Golfo, Puerto Madryn    | 16/11/2013                 |
| Germinal                                                                            | 1 - 1                      | Petrolero Austral (Río Gallegos) | El Fortín                           | 23/11/2013                 |
| Racing (Trelew)                                                                     | 2 - 4                      | Germinal                         | Cayetano Castro, Trelew             | 30/11/2013                 |
| Germinal                                                                            | 2 - 0                      | Huracán (Comodoro Rivadavia)     | El Fortín                           | 6/12/2013                  |
| Boca (Río Gallegos)                                                                 | 2 - 1                      | Germinal                         | Defensores del Carmen, Río Gallegos | 14/12/2013                 |
| Germinal                                                                            | 2 - 2                      | Deportivo Madryn                 | El Fortín                           | 1/2/2014                   |
| Petrolero Austral (Río Gallegos)                                                    | 0 - 2                      | Germinal                         | Defensores del Carmen, Río Gallegos | 8/2/2014                   |
| Germinal                                                                            | 1 - 2                      | Racing (Trelew)                  | El Fortín                           | 15/2/2014                  |
| Huracán (Comodoro Rivadavia)                                                        | 1 - 0                      | Germinal                         | César Muñóz, Comodoro Rivadavia     | 22/2/2014                  |
| Finalizó 5.º, con 15 PJ, 5 PG, 4 PE, 6 PP, 20 GF y 21 GC. Terminó su participación. |                            |                                  |                                     |                            |

| Copa Argentina 2013/14             | Copa Argentina 2013/14             | Copa Argentina 2013/14             | Copa Argentina 2013/14             | Copa Argentina 2013/14             |
| Primera Eliminatoria Zona Interior | Primera Eliminatoria Zona Interior | Primera Eliminatoria Zona Interior | Primera Eliminatoria Zona Interior | Primera Eliminatoria Zona Interior |
| Local                              | Resultado                          | Visitante                          | Estadio                            | Fecha                              |
| ---------------------------------- | ---------------------------------- | ---------------------------------- | ---------------------------------- | ---------------------------------- |
| Racing (Trelew)                    | 2 - 1                              | Germinal                           | Cayetano Castro, Trelew            | 13/11/2013                         |
| Eliminado Germinal.                |                                    |                                    |                                    |                                    |

| Torneo Federal B 2014                                                                                        | Torneo Federal B 2014 | Torneo Federal B 2014        | Torneo Federal B 2014              | Torneo Federal B 2014 |
| Primera fase Zona 1                                                                                          | Primera fase Zona 1   | Primera fase Zona 1          | Primera fase Zona 1                | Primera fase Zona 1   |
| Local | Resultado             | Visitante                    | Estadio                            | Fecha                 |
| --- | --------------------- | ---------------------------- | ---------------------------------- | --------------------- |
| Boxing Club (Río Gallegos)                                                                                   | 0 - 3                 | Germinal                     | Estadio Boxing Club (Río Gallegos) | 14/09/2014            |
| Germinal | 4 - 1                 | Belgrano (Esquel)            | El Fortín                          | 21/09/2014            |
| Germinal | 2 - 0                 | Cruz del Sur (Bariloche)     | El Fortín                          | 28/09/2014            |
| Cruz del Sur (Bariloche)                                                                                     | 3 - 2                 | Germinal                     | Municipal de Bariloche             | 5/10/2014             |
| Belgrano (Esquel)                                                                                            | 1 - 1                 | Germinal                     | Municipal de Esquel                | 12/10/2014            |
| Germinal | 3 - 0                 | Boxing Club (Río Gallegos)   | El Fortín                          | 19/10/2014            |
| Boxing Club (Río Gallegos)                                                                                   | 1 - 2                 | Germinal                     | Estadio Boxing Club (Río Gallegos) | 26/10/2014            |
| Germinal | 1 - 0                 | Belgrano (Esquel)            | El Fortín                          | 2/11/2014             |
| Germinal | 2 - 1                 | Cruz del Sur (Bariloche)     | El Fortín                          | 8/11/2014             |
| Clasifica como primero de grupo a la siguiente fase, con 9 PJ, 7 PG, 1 PE y 1 PP. Finalizó con 20 GF y 7 GC. |                       |                              |                                    |                       |
| Segunda fase                                                                                                 |                       |                              |                                    |                       |
| Independiente (Río Colorado)                                                                                 | 1 - 2                 | Germinal                     | Estadio A. López Belzagui (RC)     | 23/11/2014            |
| Germinal | 4 - 1                 | Independiente (Río Colorado) | El Fortín                          | 30/11/2014            |
| Germinal avanza de fase con un global de 6 - 2.                                                              |                       |                              |                                    |                       |
| Fase final, primera eliminatoria                                                                             |                       |                              |                                    |                       |
| Villa Mitre (Bahía Blanca)                                                                                   | 3 - 1                 | Germinal                     | El Fortín (Bahía Blanca)           | 18/01/2015            |
| Germinal | 2 - 3                 | Villa Mitre (Bahía Blanca)   | El Fortín                          | 24/01/2015            |
| Germinal quedó eliminado con un global de 3 - 6.                                                             |                       |                              |                                    |                       |

| Copa Argentina 2014-15                                                     | Copa Argentina 2014-15 | Copa Argentina 2014-15 | Copa Argentina 2014-15             | Copa Argentina 2014-15 |
| Primera eliminatoria                                                       | Primera eliminatoria   | Primera eliminatoria   | Primera eliminatoria               | Primera eliminatoria   |
| Local                                                                      | Resultado              | Visitante              | Estadio                            | Fecha                  |
| -------------------------------------------------------------------------- | ---------------------- | ---------------------- | ---------------------------------- | ---------------------- |
| Boxing Club (Río Gallegos)                                                 | 3 - 3 (5 - 3 p)        | Germinal               | Estadio Boxing Club (Río Gallegos) | 29/10/2014             |
| Eliminado Germinal por penales 5 a 3 tras haber empatado 3 a 3 el partido. |                        |                        |                                    |                        |

| Torneo Federal B 2015                                                                              | Torneo Federal B 2015 | Torneo Federal B 2015        | Torneo Federal B 2015                 | Torneo Federal B 2015 |
| Primera fase Zona 1                                                                                | Primera fase Zona 1   | Primera fase Zona 1          | Primera fase Zona 1                   | Primera fase Zona 1   |
| Local                                                                                              | Resul                 | Visitante                    | Estadio                               | Fecha                 |
| -------------------------------------------------------------------------------------------------- | --------------------- | ---------------------------- | ------------------------------------- | --------------------- |
| Racing (Trelew)                                                                                    | 0 - 1                 | Germinal                     | Cayetano Castro (Trelew)              | 31 de mayo            |
| Independiente (Río Colorado)                                                                       | 1 - 1                 | Germinal                     | Antonio López Belzaguí (Río Colorado) | 14 de junio           |
| Germinal                                                                                           | 5 - 1                 | Sol de Mayo (Viedma)         | El Fortín                             | 21 de junio           |
| Cruz del Sur (Bariloche)                                                                           | 0 - 4                 | Germinal                     | Municipal de Bariloche                | 28 de junio           |
| Germinal                                                                                           | 3 - 1                 | Deportivo Patagones          | El Fortín                             | 5 de julio            |
| Boxing Club (Río Gallegos)                                                                         | 0 - 1                 | Germinal                     | Estadio Boxing Club (Río Gallegos)    | 12 de julio           |
| Germinal                                                                                           | 2 - 1                 | Maronese (Neuquén)           | El Fortín                             | 19 de julio           |
| Belgrano (Esquel)                                                                                  | 0 - 1                 | Germinal                     | Municipal de Esquel                   | 26 de julio           |
| Depvo. 25 de Mayo (La Pampa)                                                                       | 0 - 5                 | Germinal                     | Municipal de 25 de mayo               | 2 de agosto           |
| Germinal                                                                                           | 0 - 1                 | Huracán (Comodoro Rivadavia) | El Fortín                             | 11 de agosto          |
| Germinal                                                                                           | 0 - 0                 | Racing (Trelew)              | El Fortín                             | 16 de agosto          |
| Germinal                                                                                           | 4 - 1                 | Independiente (Río Colorado) | El Fortín                             | 30 de agosto          |
| Sol de Mayo (Viedma)                                                                               | 0 - 1                 | Germinal                     | Estadio sin nombre (Viedma)           | 6 de septiembre       |
| Germinal                                                                                           | 2 - 0                 | Cruz del Sur (Bariloche)     | El Fortín                             | 13 de septiembre      |
| Deportivo Patagones                                                                                | 1 - 1                 | Germinal                     | Sin nombre (Carmen de Patagones)      | 20 de septiembre      |
| Germinal                                                                                           | 3 - 1                 | Boxing Club (Río Gallegos)   | El Fortín                             | 27 de septiembre      |
| Maronese (Neuquén)                                                                                 | 2 - 0                 | Germinal                     | Estadio sin nombre (Neuquén)          | 27 de septiembre      |
| Germinal                                                                                           | 2 - 0                 | Belgrano (Esquel)            | El Fortín                             | 4 de octubre          |
| Germinal                                                                                           | 0 - 1                 | Depvo. 25 de Mayo (La Pampa) | El Fortín                             | 11 de octubre         |
| Huracán (Comodoro Rivadavia)                                                                       | 1 - 0                 | Germinal                     | Estadio César Muñóz (CR)              | 18 de octubre         |
| Finalizó 1.º de grupo con 42 puntos 13 pg, 3pe, 4pp, 36 gf y 12 gc. Clasifica a la siguiente fase. |                       |                              |                                       |                       |
| Segunda fase, Zona A                                                                               |                       |                              |                                       |                       |
| Sansinena (General Cerri)                                                                          | 3 - 1                 | Germinal                     | Luis Molina (General Cerri)           | 27 de octubre         |
| Germinal                                                                                           | 1 - 1                 | Huracán (Comodoro Rivadavia) | El Fortín                             | 1 de noviembre        |
| Cruz del Sur (Bariloche)                                                                           | 2 - 3                 | Germinal                     | Municipal de Bariloche                | 11 de noviembre       |
| Germinal                                                                                           | 4 - 0                 | Boxing Club (Río Gallegos)   | El Fortín                             | 15 de noviembre       |
| Sol de Mayo (Viedma)                                                                               | 1 - 1                 | Germinal                     | Sin nombre (Viedma)                   | 19 de noviembre       |
| Germinal                                                                                           | 1 - 1                 | Villa Mitre (Bahía Blanca)   | El Fortín                             | 25 de noviembre       |
| Finalizó tercero del grupo con 2 PG, 3 PE y 1 PP. Avanza de fase.                                  |                       |                              |                                       |                       |
| Tercera fase, eliminación directa                                                                  |                       |                              |                                       |                       |
| Germinal                                                                                           | 2 - 0                 | Sarmiento (Ayacucho)         | El Fortín                             | 28 de noviembre       |
| Sarmiento (Ayacucho)                                                                               | 1 - 1                 | Germinal                     | Municipal (Ayacucho)                  | 3 de diciembre        |
| Avanza de fase con un global de 3 - 1.                                                             |                       |                              |                                       |                       |
| Cuarta fase, eliminación directa                                                                   |                       |                              |                                       |                       |
| Germinal                                                                                           | 1 - 1                 | Villa Mitre (Bahía Blanca)   | El Fortín                             | 9 de diciembre        |
| Villa Mitre (Bahía Blanca)                                                                         | 1 - 0                 | Germinal                     | El Fortín (Bahía Blanca)              | 12 de diciembre       |
| Germinal eliminado con un global de 2 - 1.                                                         |                       |                              |                                       |                       |

| Copa Argentina 2015-16               | Copa Argentina 2015-16 | Copa Argentina 2015-16           | Copa Argentina 2015-16            | Copa Argentina 2015-16 |
| Primera eliminatoria                 | Primera eliminatoria   | Primera eliminatoria             | Primera eliminatoria              | Primera eliminatoria   |
| Local                                | Resul                  | Visitante                        | Estadio                           | Fecha                  |
| ------------------------------------ | ---------------------- | -------------------------------- | --------------------------------- | ---------------------- |
| Germinal                             | 0 - 1                  | Deportivo Madryn (Puerto Madryn) | El Fortín                         | 17 de febrero          |
| Deportivo Madryn (Puerto Madryn)     | 4 - 0                  | Germinal                         | Coliseo del Golfo (Puerto Madryn) | 20 de febrero          |
| Germinal eliminado con global 0 a 5. |                        |                                  |                                   |                        |

| Torneo Federal B Complementario 2016                                                             | Torneo Federal B Complementario 2016 | Torneo Federal B Complementario 2016 | Torneo Federal B Complementario 2016 | Torneo Federal B Complementario 2016 |
| Región sur - Zona B                                                                              | Región sur - Zona B                  | Región sur - Zona B                  | Región sur - Zona B                  | Región sur - Zona B                  |
| Local                                                                                            | Resul                                | Visitante                            | Estadio                              | Fecha                                |
| ------------------------------------------------------------------------------------------------ | ------------------------------------ | ------------------------------------ | ------------------------------------ | ------------------------------------ |
| Racing (Trelew)                                                                                  | 0 - 0                                | Germinal                             | Cayetano Castro                      | 14 de agosto                         |
| Germinal                                                                                         | 1 - 1                                | Sol de Mayo (Viedma)                 | El Fortín                            | 21 de agosto                         |
| Independiente (Río Colorado)                                                                     | 1 - 3                                | Germinal                             |                                      | 28 de agosto                         |
| Germinal                                                                                         | 2 - 0                                | Deportivo Rincón ()                  | El Fortín                            | 4 de septiembre                      |
| Depvo. 25 de Mayo (La Pampa)                                                                     | 1 - 0                                | Germinal                             |                                      | 11 de septiembre                     |
| Germinal                                                                                         | 0 - 0                                | Cruz del Sur (Bariloche)             | El Fortín                            | 18 de septiembre                     |
| Alianza (Cutral Có)                                                                              | 0 - 1                                | Germinal                             |                                      | 25 de septiembre                     |
| Germinal                                                                                         | 1 - 0                                | Racing (Trelew)                      | El Fortín                            | 2 de octubre                         |
| Sol de Mayo                                                                                      | 4 - 0                                | Germinal                             |                                      | 9 de octubre                         |
| Germinal                                                                                         | 3 - 0                                | Independiente (Río Colorado)         | El Fortín                            | 16 de octubre                        |
| Deportivo Rincón                                                                                 | 2 - 0                                | Germinal                             |                                      | 23 de octubre                        |
| Germinal                                                                                         | 4 - 0                                | Depvo. 25 de Mayo (La Pampa)         | El Fortín                            | 30 de octubre                        |
| Cruz del Sur (Bariloche)                                                                         | 0 - 0                                | Germinal                             |                                      | 6 de noviembre                       |
| Germinal                                                                                         | 1 - 0                                | Alianza (Cutral Có)                  | El Fortín                            | 12 de noviembre                      |
| Finalizó 2.º de grupo con 25 puntos 7 pg, 4pe, 3pp, 16 gf y 9 gc. Clasifica a la siguiente fase. |                                      |                                      |                                      |                                      |
| Segunda fase, eliminación directa                                                                |                                      |                                      |                                      |                                      |
| Germinal                                                                                         | 5 - 0                                | Huracán (Comodoro Rivadavia)         | El Fortín                            | 16 de noviembre                      |
| Huracán (Comodoro Rivadavia)                                                                     | 0 - 1                                | Germinal                             | César Muñóz                          | 20 de noviembre                      |
| Tercera fase, eliminación directa                                                                |                                      |                                      |                                      |                                      |
| Jorge Newbery (Comodoro Rivadavia)                                                               | 4 - 2                                | Germinal                             | La Madriguera                        | 27 de noviembre                      |
| Germinal                                                                                         | 3 - 1                                | Jorge Newbery (Comodoro Rivadavia)   | El Fortín                            | 4 de diciembre                       |
| Cuarta fase, eliminación directa, final                                                          |                                      |                                      |                                      |                                      |
| Germinal                                                                                         | 0 - 0                                | Sansinena (General Cerri)            | El Fortín                            | 11 de diciembre                      |
| Sansinena (General Cerri)                                                                        | 2 - 0                                | Germinal                             | Luis Molina                          | 17 de diciembre                      |

| Torneo Federal B 2017                   | Torneo Federal B 2017                   | Torneo Federal B 2017                   | Torneo Federal B 2017                   | Torneo Federal B 2017                   |
| Primera fase, región patagónica, zona C | Primera fase, región patagónica, zona C | Primera fase, región patagónica, zona C | Primera fase, región patagónica, zona C | Primera fase, región patagónica, zona C |
| Local                                   | Resul                                   | Visitante                               | Estadio                                 | Fecha                                   |
| --------------------------------------- | --------------------------------------- | --------------------------------------- | --------------------------------------- | --------------------------------------- |
| Germinal                                | 0 - 2                                   | Racing (Trelew)                         | El Fortín                               | 8 de julio                              |
| JJ Moreno (Puerto Madryn)               | 3 - 2                                   | Germinal                                | Estadio de AFO                          | 15 de julio                             |
| Germinal                                | 3 - 0                                   | Pacífico (Neuquén)                      | El Fortín                               | 23 de julio                             |
| Deportivo Rincón                        | 1 - 0                                   | Germinal                                |                                         | 30 de julio                             |
| Germinal                                | 1 - 0                                   | Sol de Mayo (Viedma)                    | El Fortín                               | 6 de agosto                             |
| Germinal                                | 2 - 2                                   | Independiente (Río Colorado)            | El Fortín                               | 20 de agosto                            |
| Depvo. 25 de Mayo (La Pampa)            | 2 - 3                                   | Germinal                                |                                         | 27 de agosto                            |
| Germinal                                | 1 - 1                                   | Cruz del Sur (Bariloche)                | El Fortín                               | 3 de septiembre                         |
| La Amistad (Cipolletti)                 | 0 - 3                                   | Germinal                                |                                         | 10 de septiembre                        |
| Racing (Trelew)                         | 0 - 0                                   | Germinal                                | Cayetano Castro                         | 17 de septiembre                        |
| Germinal                                | 2 - 1                                   | JJ Moreno                               | El Fortín                               | 24 de septiembre                        |
| Pacífico (Neuquén)                      | 3 - 0                                   | Germinal                                |                                         | 1 de octubre                            |
| Germinal                                | 2 - 2                                   | Deportivo Rincón                        |                                         | 8 de octubre                            |
| Sol de Mayo                             | 2 - 0                                   | Germinal                                |                                         | 15 de octubre                           |
| Independiente (Río Colorado)            | 3 - 0                                   | Germinal                                |                                         | 29 de octubre                           |
| Germinal                                | 2 - 1                                   | Depvo. 25 de Mayo (La Pampa)            |                                         | 4 de noviembre                          |
| Cruz del Sur                            | 3 - 0                                   | Germinal                                |                                         | 12 de noviembre                         |
| Germinal                                | 2 - 0                                   | La Amistad (Cipolletti)                 |                                         | 19 de noviembre                         |

### Por división
- Temporadas en primera división: 0
- Temporadas en segunda división:
  - Torneo Regional: 4 (1967, 1973, 1984 y 1985)
    - Mejor resultado: finalista (1984)
- Temporadas en tercera división:
  - Torneo del Interior: 3 (1991-92, 1992-93 y 1993-94)
  - Torneo Argentino A: 2 (1995-96 y 1996-97)
  - Torneo Federal A: 3 (2023-)
- Temporadas en cuarta división:
  - Torneo Argentino B: 5 (1997-98, 2002-03, 2004-05, 2012-13, 2013-14)
  - Torneo Federal B: 3 (2014, 2015, C2016, 2017)
    - Mejor resultado: finalista (en 2016 c.)

  - Torneo Regional Federal Amateur: 3 (2020, 2021-22, 2022-23)
- Temporadas en quinta división:
  - Torneo del Interior: 4 (2006, 2009, 2011, 2012)
- Participaciones en Copa Nacional: 4 (2012-13, 2013-14, 2014-15, 2015-16)

## Jugadores

### Jugadores que pasaron por el club
Varios jugadores que triunfaron a nivel nacional e internacional surgieron del club. Se destacan Gabriel Calderón (que pasó por Independiente de Avellaneda), Andrés Yllana (Gimnasia y Esgrima La Plata), Pablo Migliore (Boca Juniors, San Lorenzo de Buenos Aires, Huracán, Almirante Brown) y Cristian Tula (ex San Lorenzo de Buenos Aires) entre otros.[cita requerida]
También pasaron por el mismo jugadores de renombre como Daniel Bazán Vera (Unión de Santa Fe, Almirante Brown, Tristán Suárez), Rubén Ferrer (Los Andes), Christian Daguerre (Banfield) y Roberto Gargini (Ferro Carril Oeste).
También se destaca el paso de Augusto Magoia, delantero de gran porte y mucho gol, con paso por San Martín de San Juan, Real Pilar, etc.
[cita requerida]   Jorge Velázquez (Atl. Rafaela, Unión, Belgrano,, Aldosivi): en San Martín (Mza.)
Plantel 2023
Bajas
Federico Carcamo a Huracán (Comodoro Rivadavia)
Jonathan Martínez a Trocha Mercedes (B)

## Otras disciplinas
Básquet
Básquet masculino a nivel local, disputando los torneos organizados por la Asociación de Básquet del Este del Chubut (ABECh). También ha participado en ediciones de la Liga Patagónica de Básquet (LPB) y también Primera Nacional "B".
En el año 1996 el Básquet de germinal participaba en la Primera Nacional "B" o conocida como Liga "B", tercera categoría del básquet Argentino.
En el año 2009, después de haber perdido la final del Apertura de la Asociación de Básquet del Este del Chubut contra Huracán de Trelew, se consagró campeón por primera vez en su historia. Luego de una muy buena fase regular (9 partidos ganados y 1 partido perdido), en play off eliminó a Independiente de Trelew y se enfrentó en las finales ante Guillermo Brown de Puerto Madryn. En el partido de ida, jugado en Puerto Madryn, ganó por 73 a 70 y el partido de vuelta, en el gimnasio "Don Luis González" de Rawson logró imponerse por 84 a 81, con una gran actuación de Facundo Álvarez Ferranti (33 puntos) y ante 700 espectadores obtuvo su primer lauro.
En el 2015 llega nuevamente a la final de un torneo. Fue en el Oficial, segundo torneo del año, donde tras terminar tercero en la fase regular y eliminar a en semifinales a Deportivo Madryn, ganando dos partidos en condición de visitante, perdió ambos partidos frente a Ferro de Puerto Madryn, primero 103 a 84 en Madryn y luego 97 a 66 en Rawson.
En 2018 desistió de participar en el torneo apertura de la ABECh por problemas económicos.
Palmarés
Torneo de la ABECh (1): 2009
Otros
- Hockey femenino a nivel local.
- Fútbol femenino a nivel local.